# Coryphaenoides marshalli
Coryphaenoides marshalli är en fiskart som beskrevs av Iwamoto, 1970. Coryphaenoides marshalli ingår i släktet Coryphaenoides och familjen skolästfiskar. Inga underarter finns listade i Catalogue of Life.